# 94e cérémonie des Oscars
La 94e cérémonie des Oscars, présentée par l'Academy of Motion Picture Arts and Sciences (AMPAS), a honoré les meilleurs films sortis depuis le 1er mars 2021, et a eu lieu au théâtre Dolby à Hollywood (Los Angeles), en Californie, le 27 mars 2022,. C'est la première fois depuis 2018 que la cérémonie s’est tenue en mars, et ceci afin d'éviter d'entrer en conflit avec les Jeux olympiques d'hiver.

## Informations sur la cérémonie
En raison de l'impact continu de la pandémie de COVID-19 sur le cinéma, les critères d'éligibilité modifiés de la 93e cérémonie des Oscars resteront en vigueur, tels que ceux sur les sorties en numérique et une flexibilité supplémentaire pour les projections en salles éligibles dans des villes autres que Los Angeles. La période d'éligibilité se terminera normalement le 31 décembre 2021 ; la 93e cérémonie des Oscars ayant été reportée pour permettre une prolongation de l'éligibilité de deux mois jusqu'à fin février 2021, seuls les films sortis depuis le 1er mars 2021 seront éligibles,. Les nominations seront annoncées le 8 février 2022.
En avril 2020, l'Académie a annoncé que la catégorie Meilleur film à la 94e cérémonie des Oscars compterait dix nommés ; depuis la 84e cérémonie des Oscars, entre cinq et dix films ont été nommés pour le meilleur film, en fonction du résultat du scrutin. La quantité minimale de musique originale requise pour l'éligibilité dans la meilleure partition originale a été réduite de 60 % à 35 %. Les soumissions pour la meilleure chanson originale sont plafonnées à cinq chansons par film. Le processus de nomination pour le meilleur son aura désormais un tour préliminaire avec dix nommés. De plus, les présélections passeront de dix à quinze films dans les catégories du meilleur court métrage d'animation, du meilleur court métrage documentaire et du meilleur court métrage en prises de vues réelles.
Dans le cadre d'initiatives environnementales, la distribution de screener et autres biens physiques n'est plus autorisée ; les équivalents numériques et le streaming doivent désormais être utilisés.
En octobre 2021, le producteur de films Will Packer est embauché pour produire la cérémonie. Shayla Cowan, la directrice de cabinet de ses sociétés de production, est nommée coproductrice.
La liste des nominations est dévoilée le 8 février 2022. La cérémonie devrait avoir lieu le 27 mars 2022 au Dolby Theatre ; il a été signalé que la date avait été choisie pour ne pas entrer en conflit avec les Jeux olympiques d'hiver de 2022 à Pékin (qui se déroulent du 4 au 20 février 2022) et avec le Super Bowl LVI (qui se déroule dans la région de Los Angeles le 13 février 2022),.
Avant la cérémonie, l'Académie annonce que huit Oscars ne seront pas remis en direct, mais bien avant la diffusion. Les lauréats et lauréates seront néanmoins annoncées par des montages vidéo durant la soirée. Cette décision est prise afin de raccourcir et dynamiser le show, puisque les audiences sont en perte de vitesse depuis plusieurs années. Elle provoque de vives critiques, certaines personnalités du cinéma comme Steven Spielberg, Jane Campion ou Denis Villeneuve (par ailleurs nommés) appelant l'Académie à revoir sa décision, la jugeant insultante pour les professionnels des secteurs concernés. Les Oscars remis avant la cérémonie sont ceux du meilleur court métrage d'animation, du meilleur court métrage documentaire et du meilleur court métrage en prises de vues réelles, de la meilleure musique, des meilleurs décors, du meilleur son, du meilleur montage, et des meilleurs maquillage et coiffure. Ainsi, le film Dune de Denis Villeneuve, nommé 10 fois et récompensé par 6 statuettes (ce qui en fait le plus grand gagnant de la soirée, numériquement parlant) ne peut récupérer qu'un seul Oscar lors de la cérémonie en direct.
En remportant l'Oscar du meilleur film, Coda, remake américain du film français La famille Bélier, devient le premier film primé au festival de Sundance à remporter la récompense ultime. L'acteur Troy Kotsur devient le premier homme sourd à remporter un Oscar, succédant à sa partenaire dans le film Marlee Matlin, jusqu'alors seule personne sourde lauréate d'un Oscar (meilleure actrice en 1987 pour Les Enfants du silence).
Par ailleurs, Will Smith devient le 5e acteur noir remportant l'Oscar du meilleur acteur et le 11e homme noir à recevoir un oscar pour une performance, et Ariana DeBose devient la 9e actrice noire a remporter l'Oscar de la meilleure actrice dans un second rôle et la 10e femme noire à recevoir un oscar pour une performance.
Le rôle d'Anita que DeBose tient dans West Side Story avait déjà permis à Rita Moreno de remporter le même prix en 1962. Cette dernière est présente dans la salle, puisqu'elle tient un petit rôle dans la version de 2022. C'est la troisième fois dans l'histoire des Oscars qu'un même rôle fait gagner une statuette à deux interprètes différents. Les deux cas précédents étaient des hommes : Marlon Brando et Robert De Niro jouant Vito Corleone dans Le Parrain et Le Parrain 2, ainsi que Heath Ledger et Joaquin Phoenix récompensés pour le rôle du Joker dans The Dark Knight : Le Chevalier noir et Joker.
Lors de la cérémonie, un hommage est d'ailleurs rendu à Francis Ford Coppola, Al Pacino et Robert De Niro, réunis sur scène à l'occasion des 50 ans de la sortie du premier volet de la trilogie du Parrain.
Avec sa victoire dans la catégorie de la meilleure réalisation, Jane Campion devient la troisième femme réalisatrice à être primée. Elle succède directement à Chloé Zhao, récompensée en 2021. C'est ainsi la première fois que deux femmes se succèdent comme lauréates de cette catégorie. Elle est la seconde néo-zélandaise à repartir avec le prix, après Peter Jackson en 2004. En 15 ans, c'est la 13e personnalité non-américaine à recevoir cet Oscar.

### Fait marquant
La cérémonie est marquée par une polémique. L'acteur Will Smith, quelques minutes avant d'être récompensé par l'Oscar du meilleur acteur, monte sur scène pour gifler violemment l'humoriste et présentateur Chris Rock, venu remettre l'Oscar du meilleur documentaire. Il lui reproche d'avoir fait une blague sur l'alopécie de sa femme, Jada Pinkett-Smith, l'associant au film À armes égales (1997) dans lequel Demi Moore s'était rasée le crâne pour les besoins de son rôle. Devant le malaise de son épouse à la suite de cette blague, Will Smith, qui n'hésite pas à montrer son grand agacement, monte sur scène, donne une gifle à Chris Rock et regagne sa place. Une fois assis, il s’adresse au giflé en lui criant à deux reprises « Ne prononce plus le nom de ma femme avec ta putain de bouche ! », laissant la salle médusée de silence pendant quelques secondes. L'événement est fortement médiatisé, occultant même le palmarès dans les médias et sur les réseaux sociaux où il prend la forme d'un mème Internet.

### Présentateurs et intervenants
Présentateurs
- Regina Hall, Amy Schumer et Wanda Sykes, maîtresses de cérémonie

Intervenants
- Serena et Venus Williams présentent la chanson originale Be Alive nommée dans la catégorie meilleure chanson originale
- DJ Khaled introduit les maîtresses de cérémonie
- Daniel Kaluuya et H.E.R. remettent l'Oscar de la meilleure actrice dans un second rôle
- Josh Brolin et Jason Momoa remettent les Oscars du meilleur court métrage d'animation, du meilleur court métrage documentaire, du meilleur court métrage en prises de vues réelles, de la meilleure musique, des meilleurs décors, du meilleur son, du meilleur montage et des meilleurs maquillages et coiffures
- Rosie Perez, Woody Harrelson et Wesley Snipes remettent l'Oscar de la meilleure photographie
- Jacob Elordi et Rachel Zegler remettent l'Oscar des meilleurs effets visuels
- Tony Hawk, Kelly Slater et Shaun White présentent l'hommage à la franchise James Bond qui fête son soixantième anniversaire
- Stephanie Beatriz présente la chanson originale Dos Oruguitas nommée dans la catégorie meilleure chanson originale
- Halle Bailey, Lily James et Naomi Scott remettent l'Oscar du meilleur film d'animation
- Youn Yuh-jung remet l'Oscar du meilleur acteur dans un second rôle
- Tiffany Haddish et Simu Liu remettent l'Oscar du meilleur film international
- Mila Kunis présente la chanson originale Somehow You Do nommée dans la catégorie meilleure chanson originale
- Ruth E. Carter et Lupita Nyong'o remettent l'Oscar des meilleurs costumes
- John Leguizamo présente la chanson originale Ne parlons pas de Bruno (We Don't Talk About Bruno en VO)
- Jennifer Garner, Elliot Page et J. K. Simmons remettent l'Oscar du meilleur scénario original
- Shawn Mendes et Tracee Ellis Ross remettent l'Oscar du meilleur scénario adapté
- Rami Malek présente la chanson originale No Time to Die nommée dans la catégorie meilleure chanson originale
- Chris Rock remet l'Oscar du meilleur film documentaire
- Sean Combs présente l'hommage à la trilogie Le Parrain qui fête son cinquantième anniversaire
- Tyler Perry, Bill Murray et Jamie Lee Curtis présentent l'hommage à Sidney Poitier, Ivan Reitman et Betty White durant le segment In Memoriam
- Jill Scott conclut le segment In Memoriam
- Jake Gyllenhaal et Zoë Kravitz remettent l'Oscar de la meilleure chanson originale
- Kevin Costner remet l'Oscar de la meilleure réalisation
- John Travolta, Samuel L. Jackson et Uma Thurman remettent l'Oscar du meilleur acteur
- Anthony Hopkins remet l'Oscar de la meilleure actrice
- Lady Gaga et Liza Minnelli remettent l'Oscar du meilleur film

## Palmarès

### Meilleur film
- Coda - Philippe Rousselet, Fabrice Gianfermi et Patrick Wachsberger (de)
  - Belfast - Laura Berwick, Kenneth Branagh, Becca Kovacik et Tamar Thomas
  - Don't Look Up : Déni cosmique (Don't Look Up) - Adam McKay et Kevin Messick
  - Drive My Car (Doraibu mai kā) – Ryūsuke Hamaguchi
  - Dune – Mary Parent, Denis Villeneuve et Cale Boyter
  - La Méthode Williams (King Richard) – Tim White, Trevor White et Will Smith
  - Licorice Pizza – Sara Murphy, Adam Somner et Paul Thomas Anderson
  - Nightmare Alley – Guillermo del Toro, J. Miles Dale et Bradley Cooper
  - The Power of the Dog – Jane Campion, Tanya Seghatchian, Emile Sherman, Iain Canning et Roger Frappier
  - West Side Story – Steven Spielberg et Kristie Macosko Krieger

### Meilleure réalisation
- Jane Campion – The Power of the Dog
  - Ryūsuke Hamaguchi – Drive My Car
  - Paul Thomas Anderson – Licorice Pizza
  - Kenneth Branagh – Belfast
  - Steven Spielberg – West Side Story

### Meilleur acteur
- Will Smith pour le rôle de Richard Williams dans La Méthode Williams (King Richard)
  - Javier Bardem pour le rôle de Desi Arnaz dans Being the Ricardos
  - Benedict Cumberbatch pour le rôle de Phil Burbank dans The Power of the Dog
  - Andrew Garfield pour le rôle de Jonathan Larson dans Tick, Tick... Boom!
  - Denzel Washington pour le rôle de Macbeth dans Macbeth (The Tragedy of Macbeth)

### Meilleure actrice
- Jessica Chastain pour le rôle de Tammy Faye Messner dans Dans les yeux de Tammy Faye (The Eyes of Tammy Faye)
  - Olivia Colman pour le rôle de Leda dans The Lost Daughter
  - Penélope Cruz pour le rôle de Janis Martínez Moreno dans Madres paralelas
  - Nicole Kidman pour le rôle de Lucille Ball dans Being the Ricardos
  - Kristen Stewart pour le rôle de Diana Spencer dans Spencer

### Meilleur acteur dans un second rôle
- Troy Kotsur pour le rôle de Frank Rossi dans Coda
  - Ciarán Hinds pour le rôle de Pop dans Belfast
  - Jesse Plemons pour le rôle de George Burbank dans The Power of the Dog
  - J. K. Simmons pour le rôle de William Frawley de Being the Ricardos
  - Kodi Smit-McPhee pour le rôle de Peter Gordon dans The Power of the Dog

### Meilleure actrice dans un second rôle
- Ariana DeBose pour le rôle d'Anita dans West Side Story
  - Jessie Buckley pour le rôle de Leda Caruso jeune dans The Lost Daughter
  - Judi Dench pour le rôle de  Granny dans Belfast
  - Kirsten Dunst pour le rôle de Rose Gordon dans The Power of the Dog
  - Aunjanue Ellis pour le rôle d'Oracene Price dans La Méthode Williams

### Meilleur scénario original
- Belfast de Kenneth Branagh
  - Don't Look Up : Déni cosmique (Don't Look Up) de Adam McKay
  - La Méthode Williams (King Richard) de Zach Baylin
  - Licorice Pizza de Paul Thomas Anderson
  - Julie (en 12 chapitres) (Verdens Verste Menneske) de Eskil Vogt et Joachim Trier

### Meilleur scénario adapté
- Coda de Sian Heder adapté du scénario du film La Famille Bélier de Victoria Bedos, Thomas Bidegain, Stanislas Carré de Malberg et Éric Lartigau
  - Drive My Car de Ryūsuke Hamaguchi et Takamasa Ōe adapté de la nouvelle Drive My Car de Haruki Murakami
  - Dune de Jon Spaihts et Denis Villeneuve et Eric Roth adapté du roman Dune de Frank Herbert
  - The Lost Daughter de Maggie Gyllenhaal adapté du roman Poupée volée de Elena Ferrante
  - The Power of the Dog de Jane Campion adapté du roman The Power of the Dog de Thomas Savage

### Meilleurs décors et direction artistique
- Dune - Patrice Vermette, Zsuzsanna Sipos
  - Nightmare Alley - Tamara Deverell, Shane Vieau
  - The Power of the Dog - Grant Major, Amber Richards
  - Macbeth (The Tragedy of Macbeth) - Stefan Dechant, Nancy Haigh
  - West Side Story – Adam Stockhausen, Rena DeAngelo

### Meilleurs costumes
- Cruella – Jenny Beavan
  - Cyrano – Massimo Cantini Parrini
  - Dune – Jacqueline West et Bob Morgan
  - Nightmare Alley – Luis Sequeira
  - West Side Story – Paul Tazewell

### Meilleurs maquillages et coiffures
- Dans les yeux de Tammy Faye (The Eyes of Tammy Faye) – Linda Dowds, Stephanie Ingram et Justin Raleigh
  - Cruella – Nadia Stacey, Naomi Donne et Julia Vernon
  - Dune – Donald Mowat, Love Larson et Eva von Bahr
  - Un prince à New York 2 (Coming 2 America) – Mike Marino, Stacey Morris et Carla Farmer
  - House of Gucci – Göran Lundström, Anna Carin Lock et Frederic Aspiras

### Meilleure photographie
- Dune – Greig Fraser
  - Nightmare Alley – Dan Laustsen
  - The Power of the Dog – Ari Wegner
  - Macbeth (The Tragedy of Macbeth) – Bruno Delbonnel
  - West Side Story – Janusz Kamiński

### Meilleur montage
- Dune – Joe Walker
  - Don't Look Up : Déni cosmique (Don't Look Up) – Hank Corwin
  - La Méthode Williams (King Richard) – Pamela Martin
  - The Power of the Dog – Peter Sciberras
  - Tick, Tick... Boom! – Myron Kerstein et Andrew Weisblum

### Meilleur son
- Dune – Mac Ruth, Mark Mangini, Theo Green, Doug Hemphill et Ron Bartlett
  - Belfast – Denise Yarde, Simon Chase, James Mather et Niv Adiri
  - West Side Story – Tod A. Maitland, Gary Rydstrom, Brian Chumney, Andy Nelson et Shawn Murphy
  - Mourir peut attendre – Simon Hayes, Oliver Tarney (en), James Harrison, Paul Massey et Mark Taylor
  - The Power of the Dog – Richard Flynn, Robert Mackenzie et Tara Webb

### Meilleurs effets visuels
- Dune – Paul Lambert, Tristen Myles, Brian Connor et Gerd Nefzer
  - Free Guy – Swen Gillberg, Bryan Grill, Nikos Kalaitzidis et Dan Sudick
  - Mourir peut attendre (No Time to Die) – Charlie Noble, Joel Green, Jonathan Fawkner et Chris Corbould
  - Shang-Chi et la Légende des Dix Anneaux (Shang-Chi and the Legend of the Ten Rings) – Christopher Townsend, Joe Farrell, Sean Noel Walker et Dan Oliver
  - Spider-Man: No Way Home – Kelly Port, Chris Waegner, Scott Edelstein et Dan Sudick

### Meilleure chanson originale
- No Time to Die dans Mourir peut attendre (No Time to Die) – Billie Eilish et Finneas O'Connell
  - Dos Oruguitas dans Encanto : La Fantastique Famille Madrigal – Lin-Manuel Miranda
  - Down to Joy dans Belfast – Van Morrison
  - Be Alive dans La Méthode Williams – Dixson et Beyoncé
  - Somehow You Do dans Four Good Days – Diane Warren

### Meilleure musique de film
- Dune – Hans Zimmer
  - Don't Look Up : Déni cosmique (Don't Look Up) – Nicholas Britell
  - Encanto : La Fantastique Famille Madrigal – Germaine Franco
  - Madres paralelas  – Alberto Iglesias
  - The Power of the Dog – Jonny Greenwood

### Meilleur film international
- Drive My Car (Doraibu mai kā) de Ryūsuke Hamaguchi •  Japon
  - Flee (Flugt) de Jonas Poher Rasmussen  •  Danemark
  - La Main de Dieu (È stata la mano di Dio) de Paolo Sorrentino  •  Italie
  - L'École du bout du monde (Lunana: A Yak in the Classroom) de Pawo Choyning Dorji •  Bhoutan
  - Julie (en 12 chapitres) (Verdens verste menneske) de Joachim Trier •  Norvège

### Meilleur film d'animation
- Encanto : La Fantastique Famille Madrigal – Jared Bush, Byron Howard, Yvett Merino et Clark Spencer
  - Flee – Jonas Poher Rasmussen, Monica Hellström, Signe Byrge Sørensen et Charlotte de La Gournerie
  - Luca – Enrico Casarosa et Andrea Warren
  - Les Mitchell contre les machines – Mike Rianda, Phil Lord and Christopher Miller et Kurt Albrecht
  - Raya et le Dernier Dragon – Don Hall, Carlos López Estrada, Osnat Shurer et Peter Del Vecho

### Meilleur film documentaire
- Summer of Soul – Questlove, Joseph Patel, Robert Fyvolent et David Dinerstein
  - Attica – Stanley Nelson et Traci A. Curry
  - Flee – Jonas Poher Rasmussen, Monica Hellström, Signe Byrge Sørensen et Charlotte de La Gournerie
  - Ascension – Jessica Kingdon, Kira Simon-Kennedy et Nathan Truesdell
  - Writing with Fire – Rintu Thomas et Sushmit Ghosh

### Meilleur court métrage (prises de vues réelles)
- The Long Goodbye – Aneil Karia et Riz Ahmed
  - The Dress – Tadeusz Łysiak et Maciej Ślesicki
  - Ala Kachuu - Take and Run – Maria Brendle et Nadine Lüchinger
  - On My Mind – Martin Strange-Hansen et Kim Magnusson
  - Please Hold – K.D. Dávila and Levin Menekse

### Meilleur court métrage (documentaire)
- The Queen of Basketball – Ben Proudfoot
  - Audible : Vaincre sur tous les terrains – Matthew Ogens et Geoff McLean
  - Des vies sans toit – Pedro Kos et Jon Shenk
  - Trois chansons pour Benazir – Elizabeth Mirzaei et Gulistan Mirzaei
  - Quand on était des petites brutes – Jay Rosenblatt

### Meilleur court métrage (animation)
- The Windshield Wiper – Alberto Mielgo et Leo Sanchez
  - Bestia  – Hugo Covarrubias et Tevo Díaz
  - Boxballet – Anton Dyakov
  - Ruby tombée du nid – Dan Ojari et Mikey Please
  - L'Art dans le sang – Joanna Quinn et Les Mills

### Prix des gouverneurs
Le 24 juin 2021, l'Académie a annoncé les noms des lauréats de la 12e cérémonie annuelle des Governors Awards qui se tiendra le 15 janvier 2022 au cours de laquelle les prix suivants seront décernés :
Oscars d'honneur
- Samuel L. Jackson  –  « Sam Jackson est une icône culturelle dont le travail dynamique a trouvé un écho à travers les genres, les générations et les publics du monde entier »
- Elaine May  –  « Pour l'approche audacieuse et sans compromis d'Elaine May en matière de réalisation de films, en tant qu'écrivain, réalisatrice et actrice »
- Liv Ullmann  –  « La bravoure et la transparence émotionnelle de Liv Ullmann ont offert au public des représentations à l'écran profondément touchantes »

Prix humanitaire Jean Hersholt
- Danny Glover  –  « Le plaidoyer de Glover depuis des décennies pour la justice et les droits de l'homme reflète son dévouement à reconnaître notre humanité partagée à l'écran et en dehors »

### L'Oscar du public
Le 14 février 2022, l'Académie annonce qu'un prix récompensant le film préféré des « fans » serait décerné lors de la 94e cérémonie des Oscars, grâce à Twitter. Les internautes, en utilisant le hashtag #OscarsFanFavorite, peuvent sélectionner le film de l'année 2022 de leur choix, avec jusqu'à 20 soumissions par jour et par compte Twitter. Le film ayant récolté le plus de mentions devait être récompensé. Les films non nommés pour un Oscar sont aussi éligibles. Ces « fans » peuvent également voter pour leurs scènes préférées de n'importe quel film en tant que l'Oscar du meilleur moment (« Oscars Cheer Moment »). Le film et le « moment de joie » recevant le plus de votes d'ici le 3 mars seront connus lors de la diffusion.
L'idée a suscité des réactions mitigées, certains critiques le considérant comme une variante de la catégorie « Film populaire », annoncée en 2018 puis avortée, et d'autres le considérant comme un prix de consolation forcé et truqué pour reconnaître la performance au box-office de Spider-Man: No Way Home, le film n'étant en lice que dans une seule catégorie.
Cependant, le 18 février 2022, Deadline Hollywood rapporte que le film Cendrillon d'Amazon/Sony mène le vote, contre toute attente. Passé relativement inaperçu, le film a pourtant été un échec critique et commercial.
En fin de compte, l'Académie a dévoilé les résultats du concours lors de la cérémonie. Aucun Oscar n'a été réellement remis. C'est le film Army of the Dead de Zack Snyder qui remporte la première place. Il est suivi dans l'ordre par Cendrillon, Minamata, Spider-Man : No Way Home et Tick, Tick... Boum !.
Snyder remporte également le concours « Oscars Cheer Moment », puisque son film Justice League voit l'une de ses scènes désignée comme favorite des fans.
Les scènes « lauréates » ont été annoncées comme suit :
1re place : Flash entre dans la Speed Force – Zack Snyder's Justice League (2021)
2e place : Trois Spider-Men font équipe – Spider-Man : No Way Home (2021)
3e place : Les Avengers se rassemblent pour combattre Thanos – Avengers : Endgame (2019)
4e place : Effie White chante And I Am Telling You I'm Not Going - Dreamgirls (2006)
5e place : Neo évite les balles - The Matrix (1999)
Après le résultat, les critiques s'élèvent quant à la pertinence de l'initiative, qui visait à rapprocher le public des Oscars et à créer l'émulation sur les réseaux sociaux avant la cérémonie. La double victoire de Snyder ne montrerait pas vraiment la popularité de ses films, d'ailleurs échecs commerciaux et critiques, mais bien la force de l'influence de sa communauté de fans sur Twitter.

## Statistiques

### Nominations multiples
- 12 : The Power of the Dog
- 10 : Dune
- 7 : Belfast, West Side Story
- 6 : La Méthode Williams
- 4 : Don't Look Up : Déni cosmique, Drive My Car, Nightmare Alley
- 3 : Being the Ricardos, Coda, Encanto : La Fantastique Famille Madrigal, Flee, Licorice Pizza, The Lost Daughter, Mourir peut attendre, Macbeth, Tick, Tick... Boom!
- 2 : Cruella, Dans les yeux de Tammy Faye, Madres paralelas, Julie (en 12 chapitres)

### Récompenses multiples
- 6 / 10 : Dune
- 3 / 3 : Coda
- 2 / 2 : Dans les yeux de Tammy Faye

### Les grands perdants
- 1 / 12 : The Power of the Dog
- 1 / 7 : Belfast
- 1 / 7 : West Side Story
- 1 / 6 : La Méthode Williams
- 1 / 4 : Drive My Car
- 1 / 3 : Encanto : La Fantastique Famille Madrigal
- 1 / 3 : Mourir peut attendre
- 1 / 2 : Cruella
- 0 / 4 : Don't Look Up : Déni cosmique
- 0 / 4 : Nightmare Alley
- 0 / 3 : Being the Ricardos
- 0 / 3 : Flee
- 0 / 3 : Licorice Pizza
- 0 / 3 : The Lost Daughter
- 0 / 3 : Macbeth
- 0 / 3 : Tick, Tick... Boom!